# Autonomía (stacja kolejowa)
Autonomía (hiszp. Estación de Autonomía, bas: Autonomiako geltokia) – stacja kolejowa w Bilbao, w prowincji Vizcaya we wspólnocie autonomicznej Kraj Basków, w Hiszpanii.
Jest częścią Cercanías Bilbao i obsługuje pociągi linii C-1, C-2.

## Położenie stacji
Znajduje się na linii kolejowej Bilbao – Santurce w km 2,1 na wysokości 34 m n.p.m.

## Historia
Stacja została otwarta w 2000 w ramach projektu Bilbao Ría 2000.

## Linie kolejowe
- Bilbao – Santurce